# Trzynik (jezioro)
Trzynik – jezioro na Równinie Gryfickiej, położone w woj. zachodniopomorskim, w powiecie kołobrzeskim, gminie Siemyśl. Powierzchnia jeziora wynosi 10,6 ha.
Trzynik jest miejscem lęgowym ptaków wodno-błotnych (stanowisko rozrodu gągoła) oraz miejscem rozmnażania skójki malarskiej. W występuje tu szczupak, lin, karaś.
Ok. 1 km na północ leży wieś Trzynik, natomiast nieopodal na południowy wschód znajduje się Jezioro Dębnickie, zwane też Trzynikiem Małym.
Jezioro znajduje się w zlewni rzeki Dębosznicy.

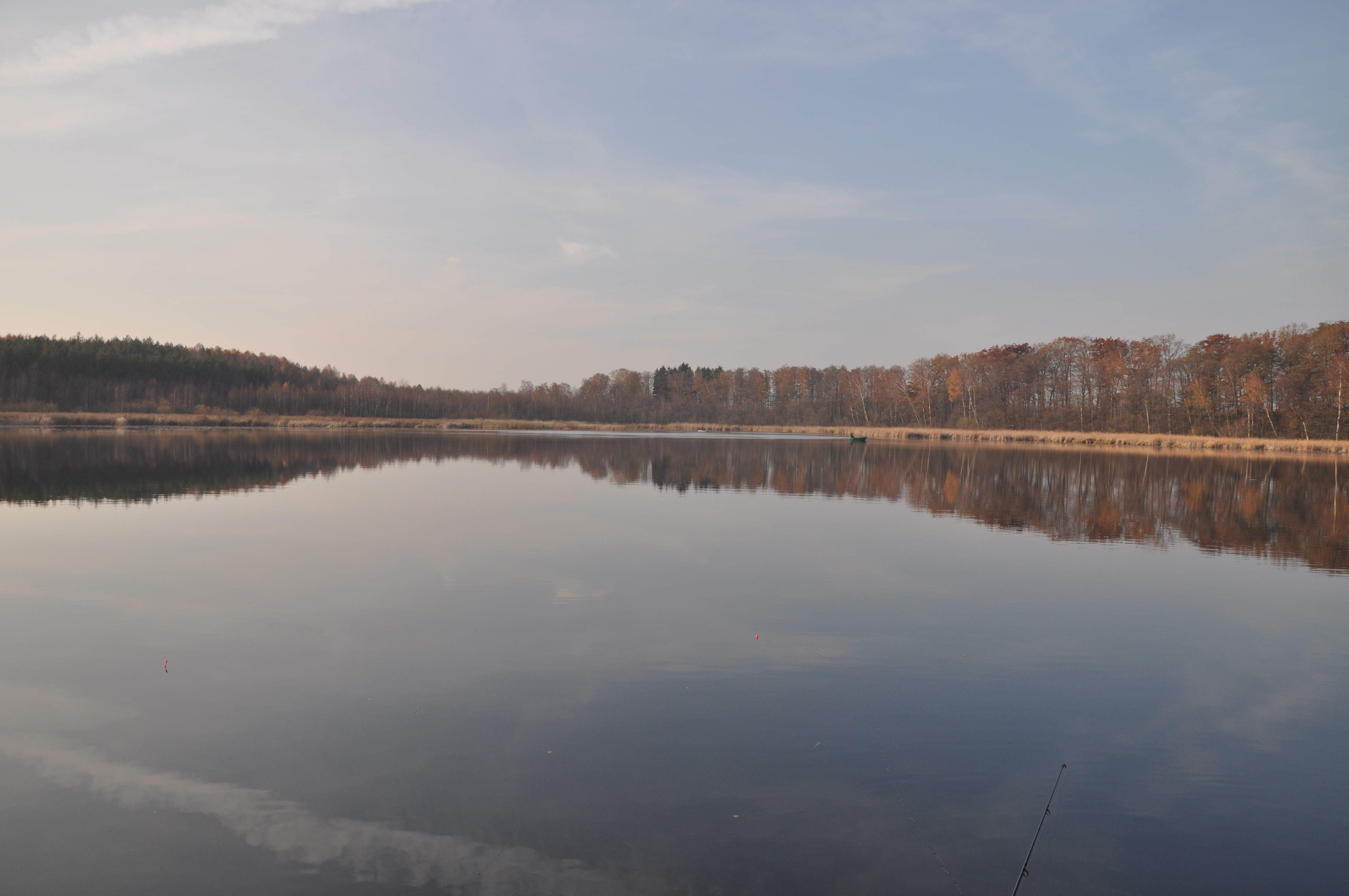
Ujęcie w kierunku północno-zachodnim z 2 wędkarzami w łódkach

Administratorem wód Trzynika jest Regionalny Zarząd Gospodarki Wodnej w Szczecinie. Utworzył on obwód rybacki, który obejmuje wody wodami cieku bez nazwy łączącego jezioro z rzeką Dębosznicą. Gospodarzem wód jeziora jest Okręg Polskiego Związku Wędkarskiego w Koszalinie, który prowadzi gospodarkę rybacką na Trzyniku.